# Bratko-Kopec-Test
Beim Bratko-Kopec-Test handelt es sich um eine Testsuite zur Prüfung der Spielstärke im Schach.

## Geschichte
|   | a | b | c | d | e | f | g | h |   |
| 8 |   |   |   |   |   |   |   |   | 8 |
| 7 |   |   |   |   |   |   |   |   | 7 |
| 6 |   |   |   |   |   |   |   |   | 6 |
| 5 |   |   |   |   |   |   |   |   | 5 |
| 4 |   |   |   |   |   |   |   |   | 4 |
| 3 |   |   |   |   |   |   |   |   | 3 |
| 2 |   |   |   |   |   |   |   |   | 2 |
| 1 |   |   |   |   |   |   |   |   | 1 |
|   | a | b | c | d | e | f | g | h |   |

Schwarz am Zug 1. … Dd1+
Er besteht aus 24 Stellungen, für die jeweils innerhalb von zwei Minuten die beste Fortsetzung gefunden werden muss. Als Beispiel zeigt das Diagramm die Teststellung Nr. 1 des Bratko-Kopec-Tests. Mit Schwarz am Zug ist das taktische Damenopfer 1. … Dd1+ zu finden. Auf diese Weise lässt sich die „schachliche Intelligenz“ (Elo-Zahl) sowohl von menschlichen als auch maschinellen Schachspielern, wie von Schachcomputern, abschätzen.
Basierend auf Untersuchungen von 1977, wurde der Test 1982 durch den slowenischen Informatiker Ivan Bratko (* 1946) zusammen mit dem amerikanischen Schachspieler und Informatik-Professor IM Danny Kopec (1954–2016) entwickelt. Ihr Test stellte in den 1980er-Jahren einen De-facto-Standard zur Überprüfung der Spielstärke von Schachprogrammen dar.
Bei der Hälfte der 24 Teststellungen ist taktisches Vermögen (T) gefragt. Bei den restlichen positionellen Aufgaben (P) ist als Motiv ein Bauernhebel zu finden.
Als ein Nachfolger in den 1990er-Jahren kann der Bednorz-Tönissen-Test (BT2450) aufgefasst werden.